# 금매화

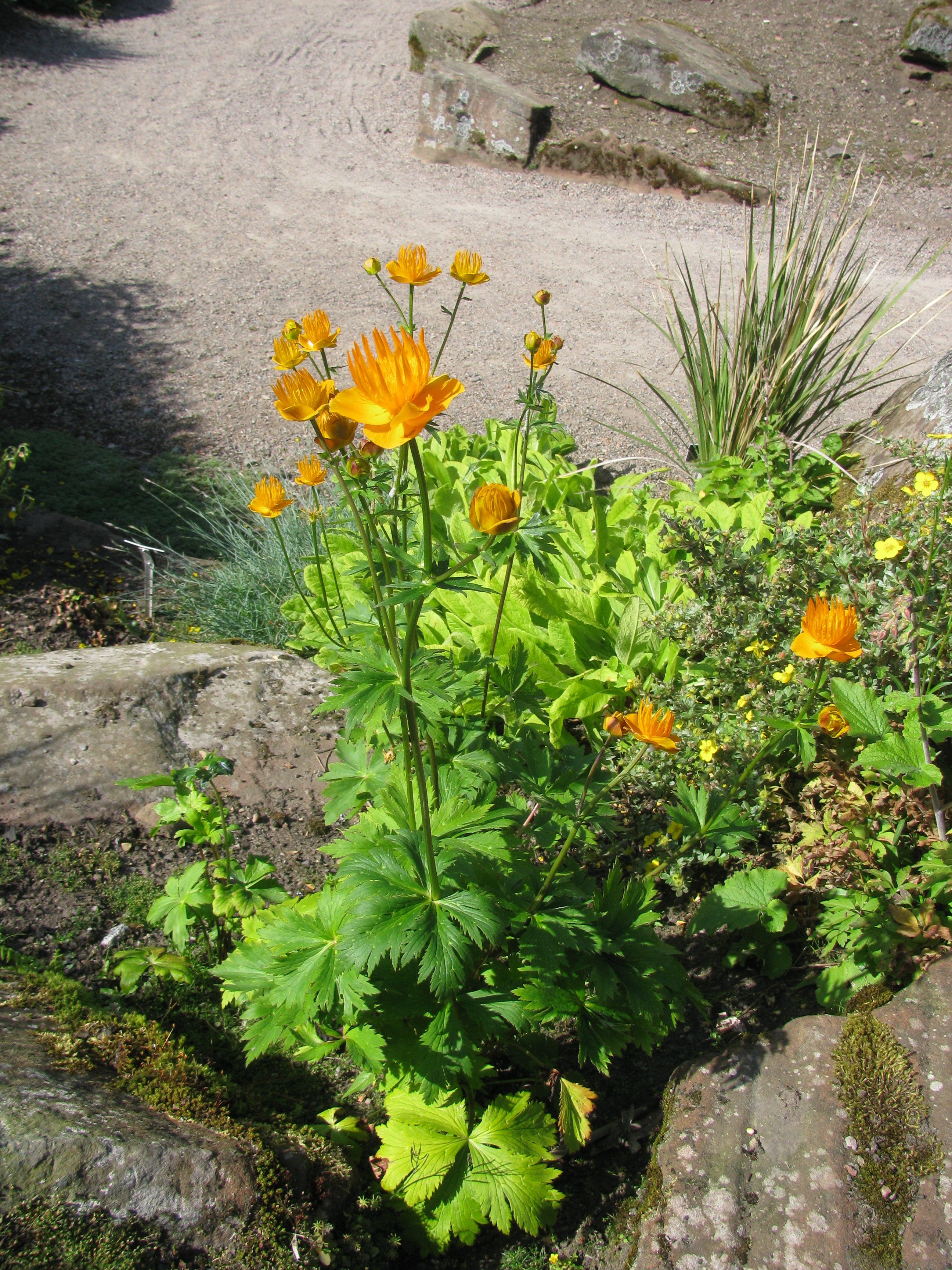

금매화(金梅花, 학명: Trollius ledebouru)는 한국·일본 등지에 분포하는 여러해살이풀이다. 쌍떡잎식물 미나리아재비목 미나리아재비과에 속한다. 줄기는 곧게 서고 가끔 가지가 갈라진다. 뿌리잎은 잎자루가 길며 줄기잎은 잎자루가 짧거나 또는 잎자루가 없으며 다소 원형이고 3-5갈래로 깊게 째어진다. 꽃은 황색으로 7-8월에 줄기나 가지 끝에 여러 개의 꽃자루가 나와 꽃자루끝에 각각 1송이씩 핀다. 꽃자루는 꽃떡잎이 있거나 또는 없다. 수술과 심피는 다수이고 꽃실은 길다. 씨방은 자루가 없고 골돌은 두상으로 모여나고 긴타원형이며 높은 산에서 자란다.